# Rhynchina rivuligera
Rhynchina rivuligera är en fjärilsart som beskrevs av Butler 1889. Rhynchina rivuligera ingår i släktet Rhynchina och familjen nattflyn. Inga underarter finns listade.